# Thomas McIntosh (Seemann)
Thomas McIntosh (* 1762 in North Shields) war ein englischer Seemann auf dem durch die Meuterei bekannt gewordenen britischen Segelschiff Bounty.

## Leben

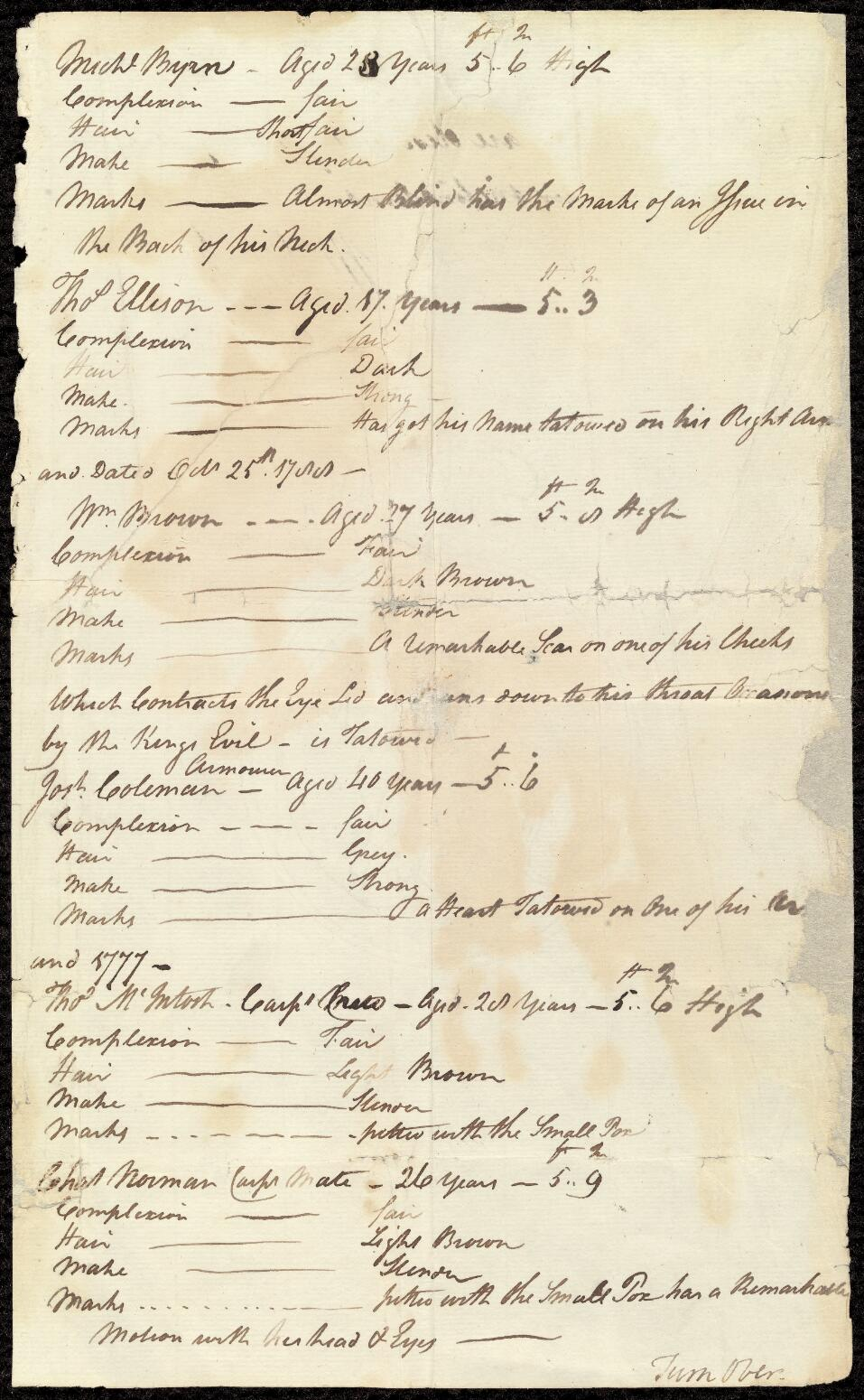
Eine Seite aus Blighs persönlichem Notizbuch mit seiner Beschreibung von Michael Byrne, Thomas Ellison, William Brown, Joseph Coleman, Thomas McIntosh und Charles Norman. National Library of Australia.

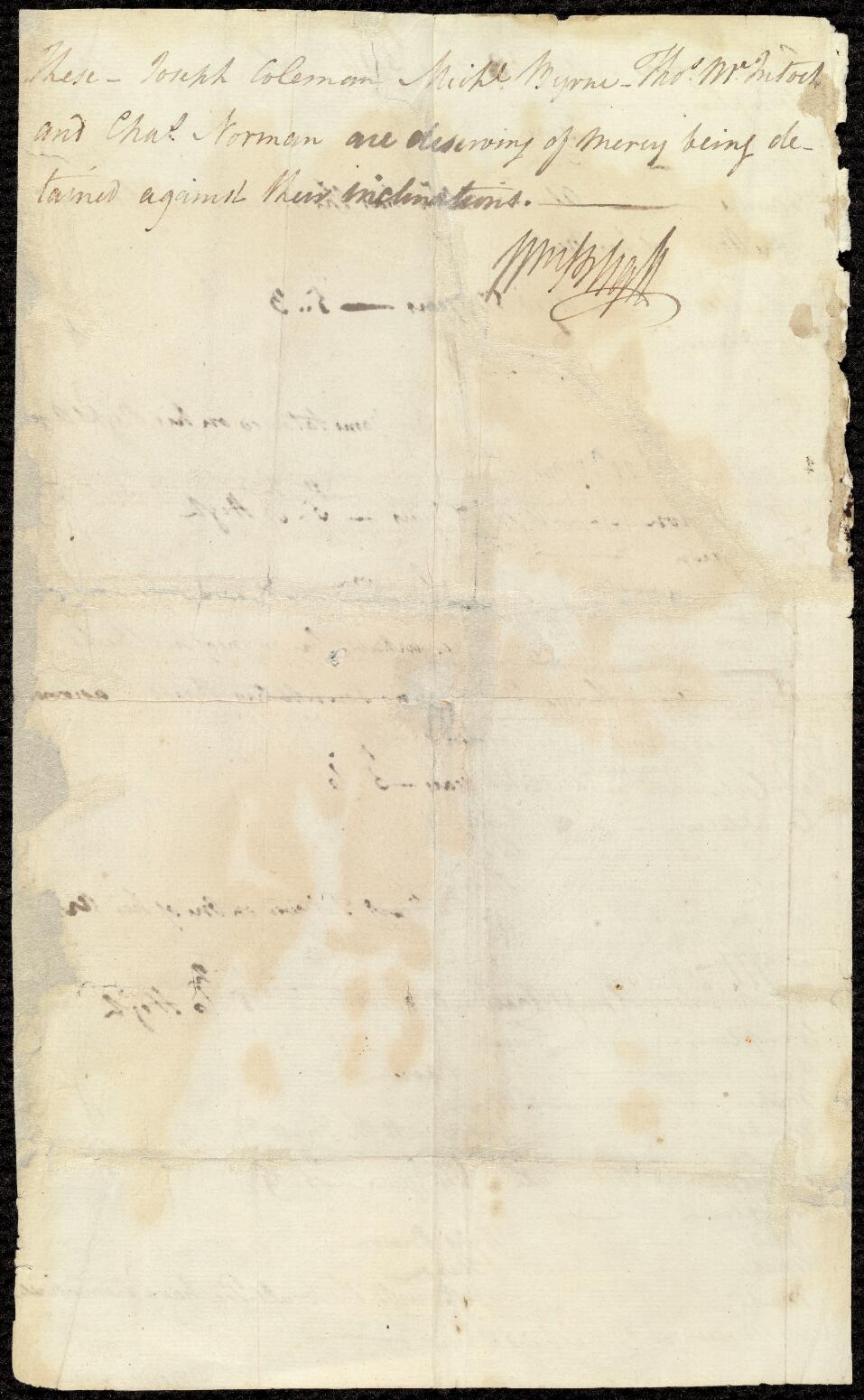
„These Joseph Coleman Michl. Byrne Thos. McIntosh and Chas. Norman are deserving of mercy being detained against their inclination. Wm. Bligh“. National Library of Australia.

McIntosh schrieb sich am 7. September 1787 in Deptford als Zimmermannsgeselle (Carpenter’s Crew) im Alter von 25 Jahren und aus North Shields in Northumberland stammend in die Musterungsrolle der HMS Bounty unter Lt. William Bligh ein. Ihre Mission, die Brotfrucht von Tahiti nach Jamaika zu transportieren, begann am 23. Dezember 1787.
Während der Fahrt durch den Südpazifik fiel McIntosh ab dem 22. Oktober 1788 mit rheumatischen Beschwerden aus, von denen er sich erst nach der Ankunft auf Tahiti am 25. Oktober erholte. Zu Beginn der Meuterei in den Morgenstunden des 28. April 1789 schlief er in seiner Hängematte in den Mannschaftsquartieren unter dem Vordeck, wo er von Bootsmann William Cole geweckt wurde. Nach Aufforderung des Zimmermanns William Purcell betrat er das Deck um beim Abfieren der Barkasse zu helfen. Wie die anderen loyal gebliebenen Seemänner, hatte auch er die Absicht in sie umzusteigen, als der Anführer der Meuterer Fletcher Christian anordnete, ihn und seinen Kameraden Charles Norman und den Büchsenmacher Joseph Coleman an Bord der Bounty festzuhalten, da auch die Meuterer fachkompetentes Personal für die Instandhaltung des Schiffs benötigten. Die drei Männer wurden damit in eine gefährliche Lage versetzt, konnte nach geltendem Seekriegsrecht das Verlassen der Seite des rechtmäßigen Kommandanten als Desertieren und Solidarisierung mit den Meuterern ausgelegt werden, worauf die Todesstrafe stand. Wie der ebenfalls zum Verbleib an Bord gezwungene halbblinde Violinist Michael Byrne, bekundeten sie deshalb über die Reling herab Bligh ihre Loyalität, mit der drängenden Bitte, diese schriftlich zu dokumentieren und der Gerichtsbarkeit der Admiralität mitzuteilen, sollte es ihm gelingen nach England zurückkehren.
Zu allen an Bord verbliebenen fünfundzwanzig Seemännern erstellte Bligh Personenbeschreibungen, für ihre steckbriefliche Fahndung als Meuterer. Davon auszunehmen seien jene vier Männer, die ihm ihre Loyalität mitgeteilt haben. Darunter: Thos. McIntosh, 28 Jahre alt, Zimmermannsgeselle, 5 Fuß und 3 Zoll hoch, heller Teint, hellbraunes Haar, schlank gebaut. Ist von Pocken befallen und tätowiert.
Nach dem gescheiterten Siedlungsversuch auf Tubuai, war McIntosh bei der letzten Rückkehr der Bounty nach Tahiti am 22. September 1789 einer der sechzehn Männer die hier zurückgeblieben sind, als das Schiff noch am Abend desselben Tages wieder in See gegangen ist. Mit einigen anderen Kameraden fand er hier gastfreundliche Aufnahme im Distrikt Oparre. Im November 1789 war er der Erste, dem Bootsmannsmaat James Morrison seinen Plan zum Bau eines Schoners unterbreitete, mit dem sie auf eigenem Weg Niederländisch-Indien erreichen wollten. Zusammen mit Norman, Coleman und dem Küfer Henry Hillbrant waren sie für den wesentlichen Teil der Arbeit verantwortlich. Im Spätjahr 1790 nahm er den Kämpfen der Häuptlinge der Matavai-Bucht gegen ihre Rivalen aus dem Süden der Insel teil. Nach Fertigstellung des Schoners, gingen McIntoch und Morrison am 14. März 1792 mit diesem in See. Der Küste Tahitis entgegen dem Uhrzeigersinn entlangfahrend, nahmen sie weitere Kameraden auf. Am 23. März ankerten sie an der Südküste, wo sie von der Ankunft der HMS Pandora in der Matavai-Bucht am selben Tag erfuhren und darauf übereilt Segel setzten. Doch von widrigen Winden an die Küste zurückgedrängt, teilte sich die Gruppe und McIntosh setzte sich mit fünf Männern landeinwärts ab, um zu Fuß die Insel durchquerend deren Nordküste zu erreichen. Hier aber wurden sie am 9. April von der von Leutnant Thomas Hayward angeführten Marineinfanterietruppe aufgespürt, der sie sich widerstandslos ergaben. Noch am selben Tag wurden sie auf ihrem eigenen Schoner, der inzwischen in die Hände ihrer Jäger gefallen war, zur Pandora überführt, wo alle ergriffenen Bounty-Männer an Händen und Füßen in Ketten gelegt, in die an Deck errichtete Käfigvorrichtung gesperrt wurden, die „Pandora’s Box“ genannt wurde.
Als die Pandora am 29. August auf das Great Barrier Reef am Eingang der Torres-Straße auflief und Leck schlug, wurden McIntosh, Coleman und Norman von ihren Ketten gelöst, um an den Pumpen zu helfen. Als das Schiff nicht mehr zu retten war, konnten sie sich mit sieben Kameraden auf eine nahe Sandbank retten. Nachdem die Schiffbrüchigen auf vier Beibooten am 16. September 1791 Kupang erreicht hatten, erhielten die drei erleichterte Haftbedingungen, wohl auch weil Edwards hier Rücksicht auf die niederländischen Behörden nehmen musste, die den von Bligh erstellten Steckbrief kannten, nach dem sie nicht als Meuterer anzusehen sind. So konnten die drei auf der Weiterfahrt auf einem niederländischen Schiff über Batavia bis zur Tafelbucht sich frei an Deck bewegen. Erst nachdem sie hier am 18. März 1792 auf die HMS Gorgon überstellt wurden, wurden sie an je einem Bein wieder in Ketten gelegt. Am 19. Juni kehrten die zehn überlebenden Bounty-Seemänner wieder den Spithead vor Portsmouth zurück.
In dem am 12. September 1792 einberufenen Kriegsgericht wurden McIntosh, Coleman, Norman und Byrne formell ebenfalls des Desertierens und der Meuterei angeklagt, doch wurden sie eher wie zusätzliche Zeugen behandelt und das Augenmerk des Gerichts lag auch nicht auf ihnen. McIntosh beschrieb kurz seine Handlungsweise während der Meuterei und konnte ein Schreiben von Bligh adressiert an seine Mutter vom 16. Oktober 1790 vorlegen, in dem sein ehemaliger Kommandant ihr versicherte, dass ihrem Sohn Gnade zu gewähren sei, da er gegen seinen Willen auf der Bounty unter den Meuterern zurückbleiben musste. Im abschließenden Urteil wurden die vier Seemänner am 18. September 1792 freigesprochen. Im Jahr 1794 hatte McIntosh seine Adresse in seinem Heimatort North Shields, wo seine Mutter Gasthaus betrieb. Mittlerweile in der Handelsmarine tätig, gab er hier dem Anwalt Edward Christian Auskunft für dessen Anhang zu den veröffentlichten Prozessprotokollen. Über seinen weiteren Werdegang liegen keine Nachrichten vor.
Auf Tahiti hatte McIntosh eine einheimische Gefährtin, die er Mary nannte, mit einer gemeinsamen Tochter namens Elizabeth hinterlassen. Die „Ehefrau“ hatte er vermutlich schon beim ersten Aufenthalt auf der Insel kennen gelernt, da sie ihn auch auf Tubuai begleitete. Sie und das etwa achtzehn Monate alte Kind begegneten am 2. Mai 1792 William Bligh, als der auf seiner zweiten Brotfruchtmission mit der HMS Providence erneut auf Tahiti weilte. Von der Mutter erhielt er einige Informationen über die Bounty-Seemänner, die etwas mehr als ein Jahr zuvor mit der Pandora von der Insel deportiert worden waren.

## Erlebnisberichte
- Bligh, William, A voyage to the South sea, undertaken by command of His Majesty, for the purpose of conveying the bread-fruit tree to the West Indies, in His Majesty’s ship the Bounty, commanded by Lieutenant William Bligh. London 1792.
- Morrison, James, Mutiny and Aftermath: James Morrison’s Account of the Mutiny on the Bounty and the Island of Tahiti. Hrsg. von Vanessa Smith, Nicholas Thomas. University of Hawaiʻi Press 2013.

## Weblink
- whalesite.org

| Personendaten    | Personendaten                        |
| ---------------- | ------------------------------------ |
| NAME             | McIntosh, Thomas                     |
| KURZBESCHREIBUNG | britischer Seemann                   |
| GEBURTSDATUM     | 1762                                 |
| GEBURTSORT       | North Shields, Northumberland        |
| STERBEDATUM      | 18. Jahrhundert oder 19. Jahrhundert |